# Thylamys elegans
La llaca, yaca o marmosa elegante (Thylamys elegans) o kun guuma es una especie de marsupial didelfimorfo de la familia Didelphidae propio de Sudamérica.

## Características

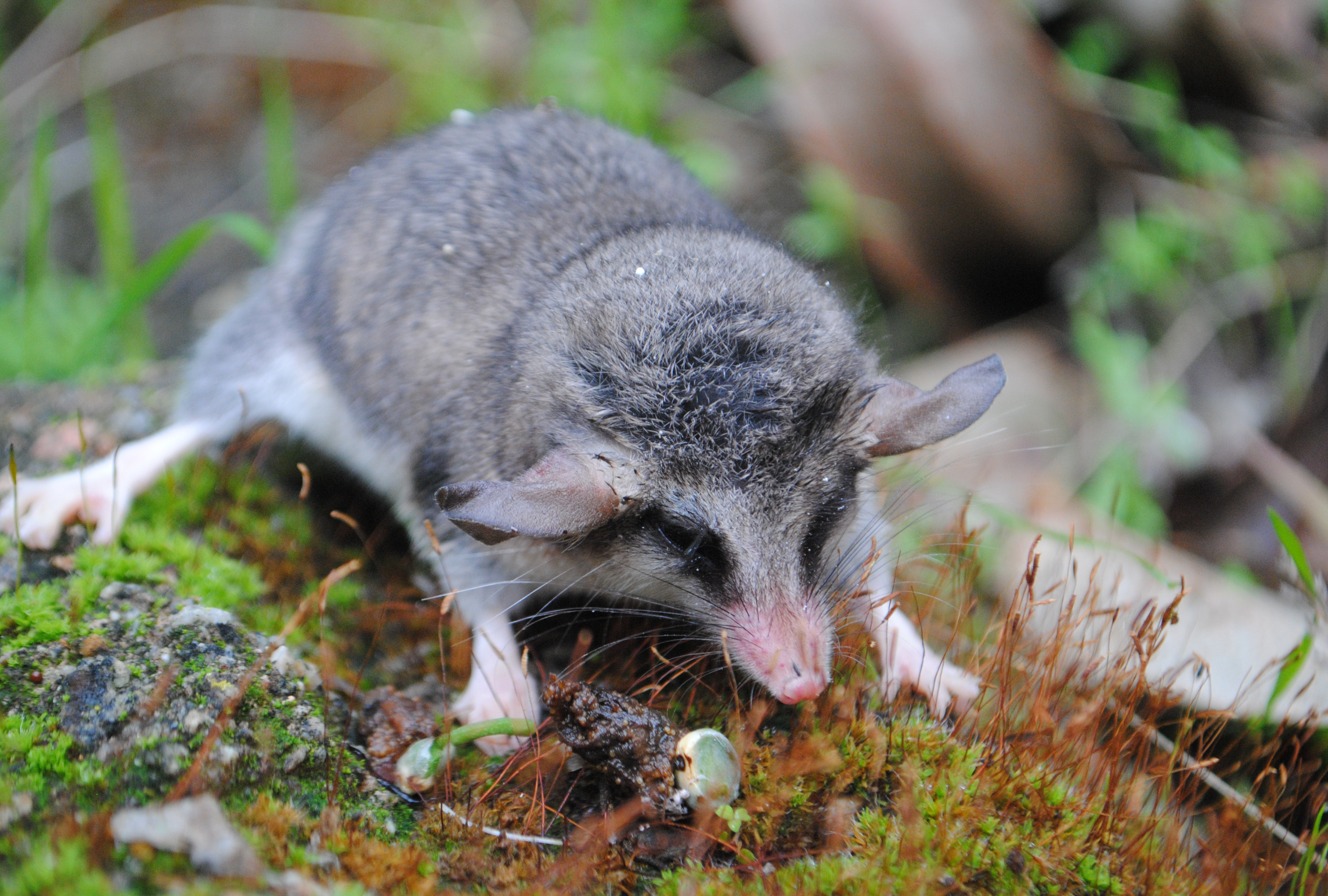
Llaca en Laguna Verde, Valparaíso.

Parecida a una laucha, tiene una larga cola y un fino hocico. Posee un suave pelaje, más oscuro en el dorso y más claro en el vientre. Tiene hábitos nocturnos. Su dieta se basa en insectos y pequeños vertebrados. Por su aspecto muchas veces es confundida con el monito del monte (Dromiciops gliroides).
Su pelaje es largo y denso, aunque más corto en relación con el pelaje de la llaca del norte. Presenta el dorso de color grisáceo u ocre, con los flancos ocres, de color ocre muy claro a blanco en el vientre. Las hebras en el área mamaria presentan un color rojizo durante el periodo de lactancia. Posee un hocico aguzado, con ojos muy desarrollados y una máscara facial negra alrededor de los ojos. Sus orejas son grandes y las puede plegar a voluntad. Posee una cola parcialmente pelada con un vello muy fino, musculada y prehensil que le permite asirse de las ramas. En algunos casos llega a ser el 50 % de su largo total. En su cola almacena grasa lo que le permite sobrevivir en climas muy estacionales. Manos y pies son pequeños y poseen un color blanquecino. La extremidades posteriores poseen un dedo pulgar sin uña acentuadamente oponible.
Su dentadura es similar a las denticiones carnívoras, está adaptada para la aprehensión y la molienda de caparazones duros de sus presas. Además, cuenta con enormes glándulas parótidas y submaxilares que facilitan la deglución.
Su cuerpo tiene un largo que oscila entre 89 y 139 mm, la longitud total (incluida la cola) fluctúa entre 186 y 277 mm, el largo pata/uña es de 5-10 mm, sus orejas tienen un largo de 21-59 mm. El peso total de un ejemplar fluctúa entre 6 y 25 g. Su peso se incrementa en el periodo marzo-diciembre.
La abundancia de esta especie es mayor en primavera y disminuye en las otras estaciones, lo que sugiere que su dinámica poblacional depende de la competencia por alimento o territorio y de la variabilidad de precipitaciones (ENSO), que favorece su maduración y reproducción.

## Hábitos
Es de hábitos nocturnos, posee una visión y audición bien desarrollados, el sentido del olfato se ayuda gracias a las largas vibrisas de su hocico. Posee hábitos trepadores que se facilitan por su cola prehensil y sus extremidades posteriores con pulgar oponible. Los círculos negros perioculares parecieran desempeñar un papel para capturar su presas. Emite chirridos de alarma al verse amenazado. Esta especie puede entrar en periodos de sopor restringidos, especialmente en invierno cuando la temperatura disminuye. Esto gracias a su alta demanda térmica, debido a su naturaleza de origen trópico.
Posee un cerebro carente de cuerpo calloso y reducida corteza neopalial, lo que significa una organización cerebral primitiva que se caracteriza por reacciones automáticas, repetidas y estereotipadas.
Al ser marsupiales, los machos suelen ser solitarios y territoriales, lo que significa que establece y defiende su propio espacio. La hembra de esta especie hace un nido con pelos y finas ramitas, y los ubica bajo rocas o en nidos abandonados de aves para el cuidado de sus crías. Este nido es esférico y posee una entrada pequeña. 
Gracias a la coloración de su pelaje al alrededor de sus ojos, este atrae la atención de su presa y luego salta encima de ellas para poder capturarla.

## Reproducción

Aparato reproductor y cloaca de una llaca (A) y un monito del monte (B).

Esta especie alcanza la madurez sexual durante el primer año. En las hembras, el tracto vaginal aumenta de volumen; en los machos, los testículos aumentan de volumen y la cubierta de estos toma un color azul muy llamativo, por otra parte, la próstata llega a ocupar gran parte de la cavidad abdominal.
El periodo reproductivo ocurre entre diciembre y marzo. El apareamiento es violento y el macho reduce a la hembra penetrándola. El macho posee un pene bífido y su vértices encajan con la vagina doble de la hembra.Como marsupial, la llaca tiene interacciones breves con su pareja reproductiva y no forma vínculos permanentes. 
Las hembras poseen una placenta primitiva y por tanto presentan un desarrollo embrionario intrauterino incompleto. Sus crías nacen en un estado embrionario poco avanzado y continúan su gestación en forma externa en los repliegues del marsupio, donde se encuentran los pezones del área mamaria. La hembra de esta especie no posee un marsupio propiamente tal, las mamas están expuestas sobre la región abdominal. Esta zona toma un color rojizo durante el periodo de lactancia. Las hembras pueden parir hasta dos veces en el periodo reproductivo que va de diciembre a marzo. Paren entre 8 y 16 crías.

## Hábitat y distribución
Esta especie habita en un amplio rango de altitudes, desde el nivel del mar a los 2500 m y es endémica de Chile. Puede ser arbórea o terrestre. A diferencia de otros marsupiales, la llaca se encuentra en hábitats secos en la parte meridional de América del Sur. 
Se distribuye principalmente en la zona norte-centro de Chile, desde los bosques fraccionados de la región de Coquimbo hasta la Región del Biobío. Registrándose también en la desembocadura del río Loca en la Región de Antofagasta. Se han registrado en un total de 51 localidades en Chile.

## Filogenia
El origen de esta especie y su distribución podría deberse a factores selectivos naturales, influyendo en su supervivencia y reproducción. Estos individuos han presentado una adaptabilidad diferente dependiendo de la ocupación del amplio territorio debido a factores ambientales. Debido a esto, existen varios grupos geográficos que se distinguen principalmente por la variación de coloración del pelaje. 
De acuerdo con un estudio filogenético-molecular que incluye gran parte de las Llacas sudamericanas, el ancestro común de Thylamys elegans sería Tylamys venustus, la cual habita el "Monte Espinoso" en la vertiente oriental de los Andes, en el sureste boliviano y el norte de Argentina.

## Subespecies
Para Chile se han establecido las siguientes subespecies:
- Thylamys elegans coquimbensis Tate. Posee una distribución limitada a los contrafuertes cordilleranos de las regiones de Atacama y Coquimbo. Localidad tipo en Paihuano, región de Coquimbo. Los representantes de esta subespecie poseen dorso leonado, especialmente en los valles de El Carmen, El Tránsito y del Elqui presentan un color parduzco muy pálido.
- Thylamys elegans elegans Waterhouse. Con distribución más extendida desde Tarapacá a Biobío, principalmente en el sector costero. Su hábitat se encuentra en matorral junto a los ríos como el matorral de Baccharis sp., se ha descrito en el oasis de Miñe Miñe, en las formaciones de jaral en el sector costero del Norte Chico, así como en espinales de la zona central de Chile y en asociaciones vegetales supralitorales. En la región del Biobío, se asocia a matorral esclerófilo siempreverde degradado y en parche de matorral entre plantaciones de pinos. Localidad tipo en Valparaíso. Esta subespecie posee el dorso de color gris.
- Thylamys elegans soricina Philippi. Identificado solo en una oportunidad en Valdivia en 1894. Se distingue de los anteriores por tener una coloración más oscura, pelos ventrales con base gris.

Existen evidencias para pensar que las poblaciones ubicadas junto a la desembocadura del río Loa en la región de Antofagasta podrían tratarse de una nueva subespecie.

## Estado de conservación
Este mamífero se encuentra protegido bajo la ley 19.473 de caza y la ley 20.380 sobre protección animal.
La especie es considerada «rara» por el reglamento de la Ley de Caza en Chile para la zona norte y central de Chile. Por lo cual no posee áreas protegidas con prohibición de caza. Además, no cumple las condiciones para ser agregada a un proyecto de conservación.
Está considerada como «rara» en la región de Coquimbo y sin problemas de conservación entre las regiones de Valparaíso y Biobío.
El Comité de Clasificación de Especies Silvestres del Ministerio de Medio Ambiente de Chile, en sesión del 18 de noviembre de 2015, según acta de sesión N.º 5, clasificó a esta especie como «preocupación menor» (LC).

## Presencia en áreas protegidas
La especie ha sido detectada en áreas protegidas de las siguientes regiones:
- Región de Coquimbo, en el parque nacional Bosque Fray Jorge y la reserva nacional Las Chinchillas.
- Región de Valparaíso, en el parque nacional La Campana y la reserva nacional Lago Peñuelas.
- Región Metropolitana de Santiago, en la reserva nacional Río Clarillo.
- Región del Maule, en el parque nacional Radal Siete Tazas y en la reserva nacional Los Queules.
- Región de La Araucanía, en el monumento natural Contulmo.

## Alimentación
Su dieta se compone principalmente de insectos. En el matorral desértico de la zona norte, los artrópodos constituyen el 90 % de su dieta y estos también constituyen el 90 % en los ejemplares que habitan el matorral esclerófilo de la zona central de Chile.
En la zona norte, el 10 % de su dieta lo constituyen semillas, mientras que en la zona central, las semillas aportan el 8 % de su dieta y el 2 % restante el consumo de pequeñas lagartijas. También se ha observado el consumo de huevos, frutos y pequeños sapos.
Existen casos particulares donde esta especie en caso de cautiverio demuestra acciones avanzadas de adaptación, en la cual se ha observado la facilidad de acoplarse a diferentes dietas que incluyen leche, queso, pan remojado, uvas y carne. En otras ocasiones se observa canibalismo.

## Depredadores y amenazas
Entre los depredadores naturales de esta especie, se han descrito a la güiña y aves rapaces como el águila, el aguilucho, el chuncho, el concón, la lechuza, el pequén y el tucúquere.
Las poblaciones de esta especie se encuentran en declive, especialmente en la zona central de Chile, debido a la desforestación con fines agrícolas y de plantaciones forestales exóticas.